# Pojeziory (gmina Szejmena)

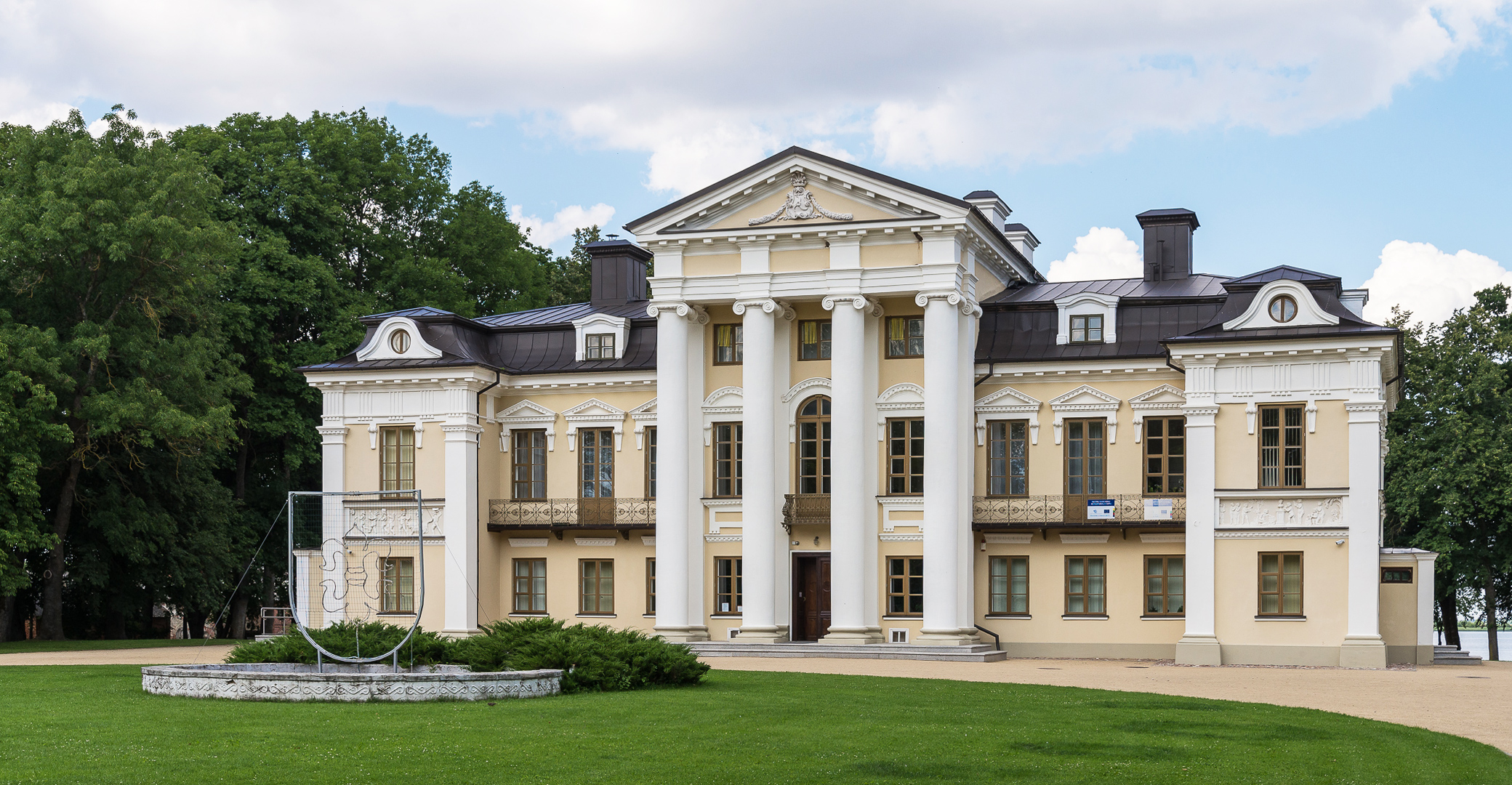
Dworek w Paežeriai

Pojeziory (lit. Paežeriai) – wieś na Litwie, na Suwalszczyźnie, w gminie Szejmena w okręgu mariampolskim.
Leżały w powiecie wyłkowyskim Królestwa Polskiego (kongresowego).
We wsi znajduje się zabytkowy pałac Zabiełłów i Gawrońskich, wzniesiony przez Szymona Zabiełłę pod koniec XVIII w. w stylu klasycystycznym według projektu Marcina Knakfusa.